# Live at Mezzrow (Roger-Kellaway-Album)
Live at Mezzrow ist ein Jazzalbum von Roger Kellaway. Die 2023 im New Yorker Jazzclub Mezzrow entstandenen Aufnahmen erschienen am 17. Mai 2024 auf Cellar Music.

## Hintergrund
Der Pianist Roger Kellaway wurde auf dem Album, das bei einem Clubauftritt am 5. Mai 2023 mitgeschnitten wurde, vom Bassisten Jay Leonhart und dem Schlagzeuger Dennis Mackrel begleitet. Gastmusiker war der Gitarrist Roni Ben-Hur in zwei Stücken von Ettore Stratta, „Pages of Life“ und „Good Morning Bahia“. Gespielt wurden außerdem Jazzstandards von Miles Davis, Thelonious Monk und Billy Strayhorn sowie eines von Kellaways eigenen Stücken, „All My Life“.

## Titelliste
- Roger Kellaway: Live at Mezzrow (Cellar Music CMSLF009)[2]

1. Try to Remember (Harvey Schmidt, Tom Jones) 3:08
2. All Blues (Miles Davis) 10:08
3. Blue in Green (Davis/Evans) 7:42
4. Pages of Life (Ettore Stratta) 6:27
5. Good Morning Bahia (Ettore Stratta) 10:29
6. So What (Miles Davis) 8:02
7. All My Life (Kellaway) 5:56
8. Straight No Chaser (Monk) 8:25
9. Take the “A” Train (Strayhorn) 11:33

## Rezeption
Roger Kellaway verstehe es, Songs auseinanderzunehmen und anders zusammenzusetzen, damit sie heller und energiegeladener wirkten, urteilte Marc Myers in seiner Besprechung des Albums in Jazzwax. Bereits mit dem ersten Song des Albums, „Try to Remember“ aus dem Musical Die Romanticker (1960), zeige er das. Anstatt das Lied direkt zu spielen, liefere er durchgehend nur Fragmente der Melodie, um einen wissen zu lassen, was er spielt, und verbringe den Rest der Zeit damit, eine gebrochene, kubistische Interpretation zu liefern. Es sei ziemlich bemerkenswert, einen verstaubten Standard in ein begehrenswerteres Hörerlebnis zu verwandeln. Neben dem „All Blues“, „So What“ und „Blue in Green“ (vom Miles-Davis-Album Kind of Blue, 1959) würden auch alle übrigen Songs, darunter „Pages of Life“ und „Good Morning Bahia“ von Ettore Stratta, „All My Life“ (von Kellaway selbst) und „Straight No Chaser“ von Thelonious Monk, am Ende anders klingen, als man es erwarten würde.
Nach Ansicht von Pierre Giroux, der das Album in All About Jazz rezensierte, sei während der gesamten Session die gezeigte Musikalität außergewöhnlich. Kellaway und seine Gefolgsleute hätten etwa bei "Take the “A” Train" wohl beschlossen, mit gemächlichen Schritten voranzuschreiten, als wäre es eine Reise für sich. Das Tempo würde schließlich zunehmen und die Intensität mit einer Reihe von Tönen steigen, die die ansteckende Energie der Melodie ausarbeiten, bevor es nach Hause gehe.